# Vascosoma
Vascosoma es un género de miriápodos cordeumátidos de la familia Origmatogonidae. Sus 2 especies reconocidas son endémicas del sudoeste de Europa occidental: la península ibérica (España) y Francia continental.

## Especies
Se reconocen las siguientes:
- Vascosoma coiffaiti Mauriès, 1966
- Vascosoma duprei Mauriès, 1990